# Maraye-en-Othe
Maraye-en-Othe település Franciaországban, Aube megyében. Lakosainak száma 429 fő (2022. január 1.). Maraye-en-Othe Auxon, Bercenay-en-Othe, Chennegy, Eaux-Puiseaux, Nogent-en-Othe, Saint-Mards-en-Othe, Saint-Phal, Sommeval, Vauchassis és Vosnon községekkel határos.

## Népesség
A település népessége az elmúlt években az alábbi módon változott:
| Lakosok száma | 429  | 374  | 428  | 501  | 491  | 473  | 446  | 438  | 434  | 429  |
|               | 1968 | 1982 | 1990 | 2006 | 2013 | 2015 | 2017 | 2019 | 2020 | 2022 |